# フェレ・マルティネス
フェレ・マルティネス（Fele Martínez, 1975年 - ）は、スペイン・アリカンテ出身の俳優である。
学生時代にアレハンドロ・アメナーバル、エドゥアルド・ノリエガらと出会い、『テシス 次に私が殺される』で映画デビューし、ゴヤ賞の新人賞を受賞。その後もアメナーバルの『オープン・ユア・アイズ』、フリオ・メデムの『アナとオットー』、ペドロ・アルモドーバルの『バッド・エデュケーション』など話題のスペイン映画に出演している。

## 主な出演作品
- テシス 次に私が殺される Tesis (1996)
- オープン・ユア・アイズ Abre los ojos (1997)
- アナとオットー Los Amantes del Circulo Polar (1998)
- 惨劇の週末 El Arte de morir (2000)
- トーク・トゥ・ハー Hable con ella (2002)
- ダークネス Darkness (2002)
- ユートピア Utopía (2003)
- バッド・エデュケーション La Mala Educación (2004)